# اکول پلی‌تکنیک فدرال لوزان

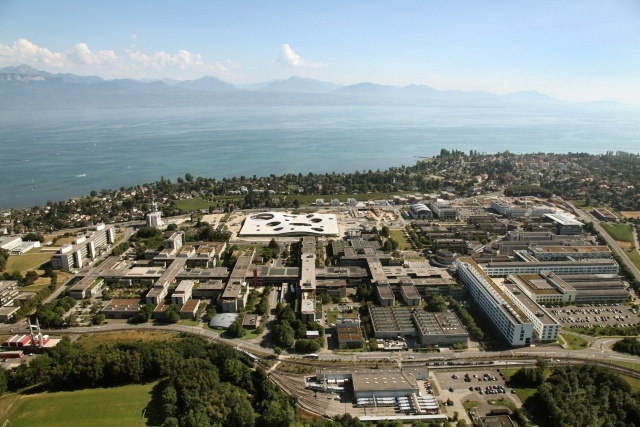
نمای هوایی از محوطه دانشگاه EPFL

اکول پلی‌تکنیک فدرال لوزان (به فرانسوی: École polytechnique fédérale de Lausanne) (EPFL) یک دانشگاه تحقیقاتی دولتی در شهر لوزان واقع در منطقه فرانسوی‌زبان سوئیس است که در سال ۱۹۶۹ میلادی بنیان‌گذاری شده‌است. این دانشگاه برپایه رده‌بندی QS در رتبهٔ هشتم اروپا و دوازدهم جهان قرار دارد.

## رتبه
بر اساس رتبه‌بندی QS در سال ۲۰۱۹ مؤسسه پلی‌تکنیک فدرال لوزان در رتبه ۲۲ برترین دانشگاه‌های جهان و دوم سوئیس قرار دارد. همچنین در رتبه‌بندی مؤسسه تایمز این دانشگاه در سال ۲۰۱۹ رتبه ۳۵ جهان را از آن خود کرده‌است.

## نگارخانه

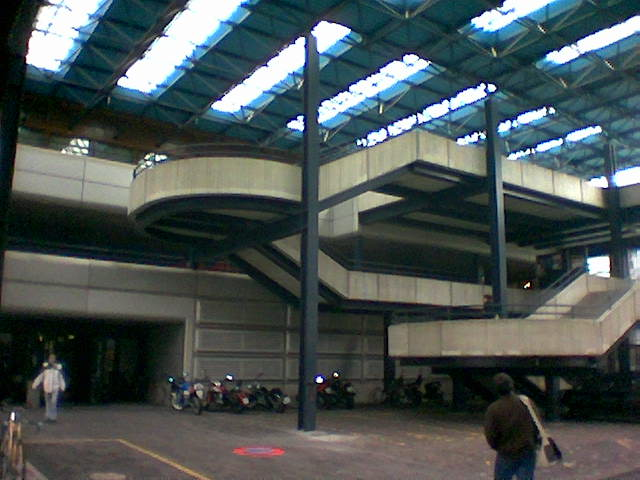
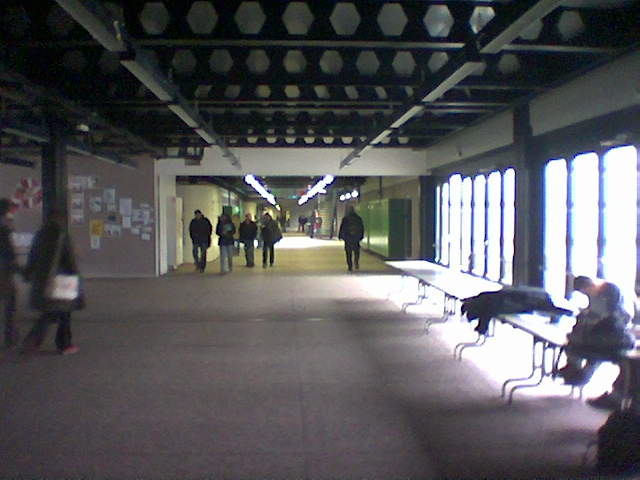
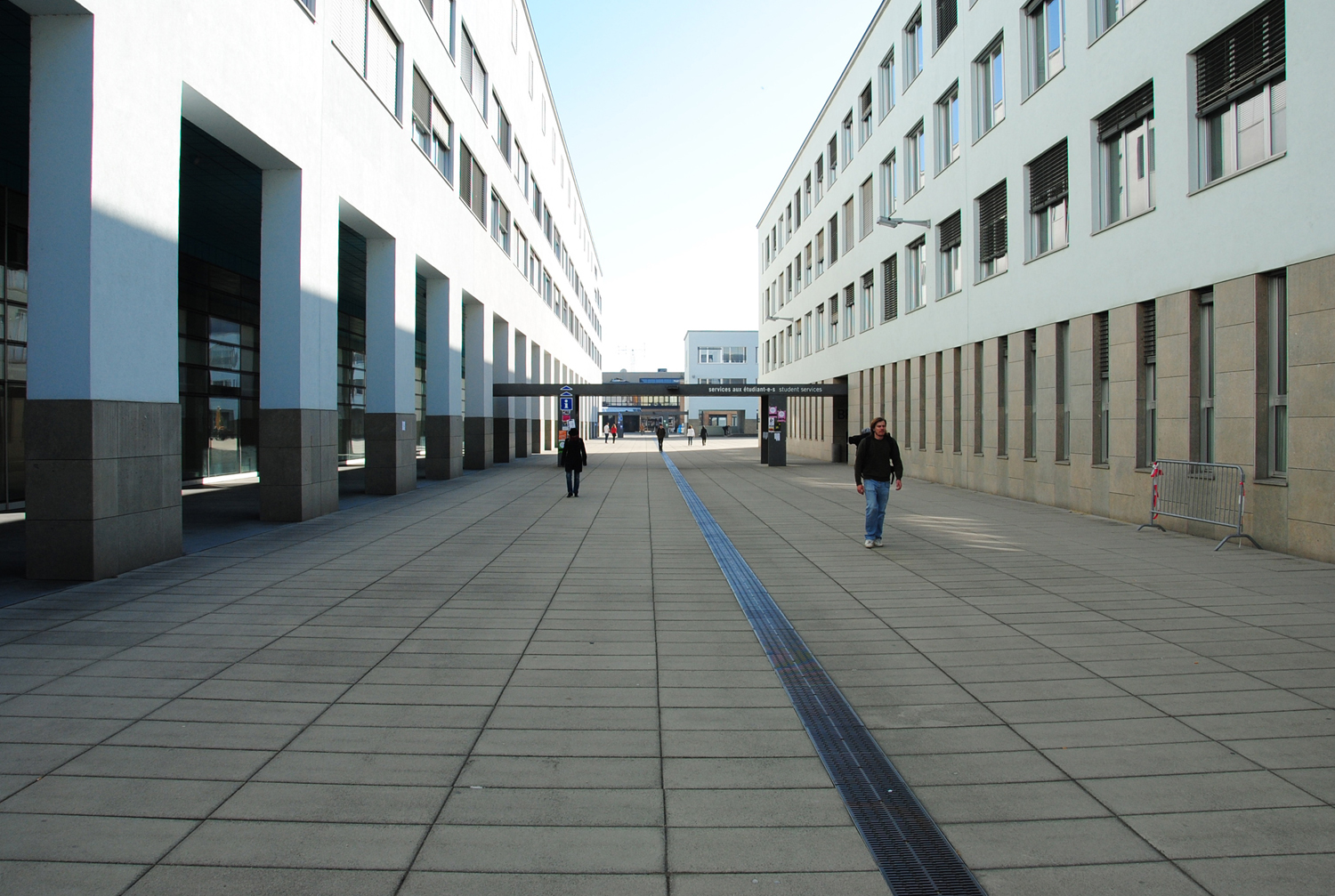
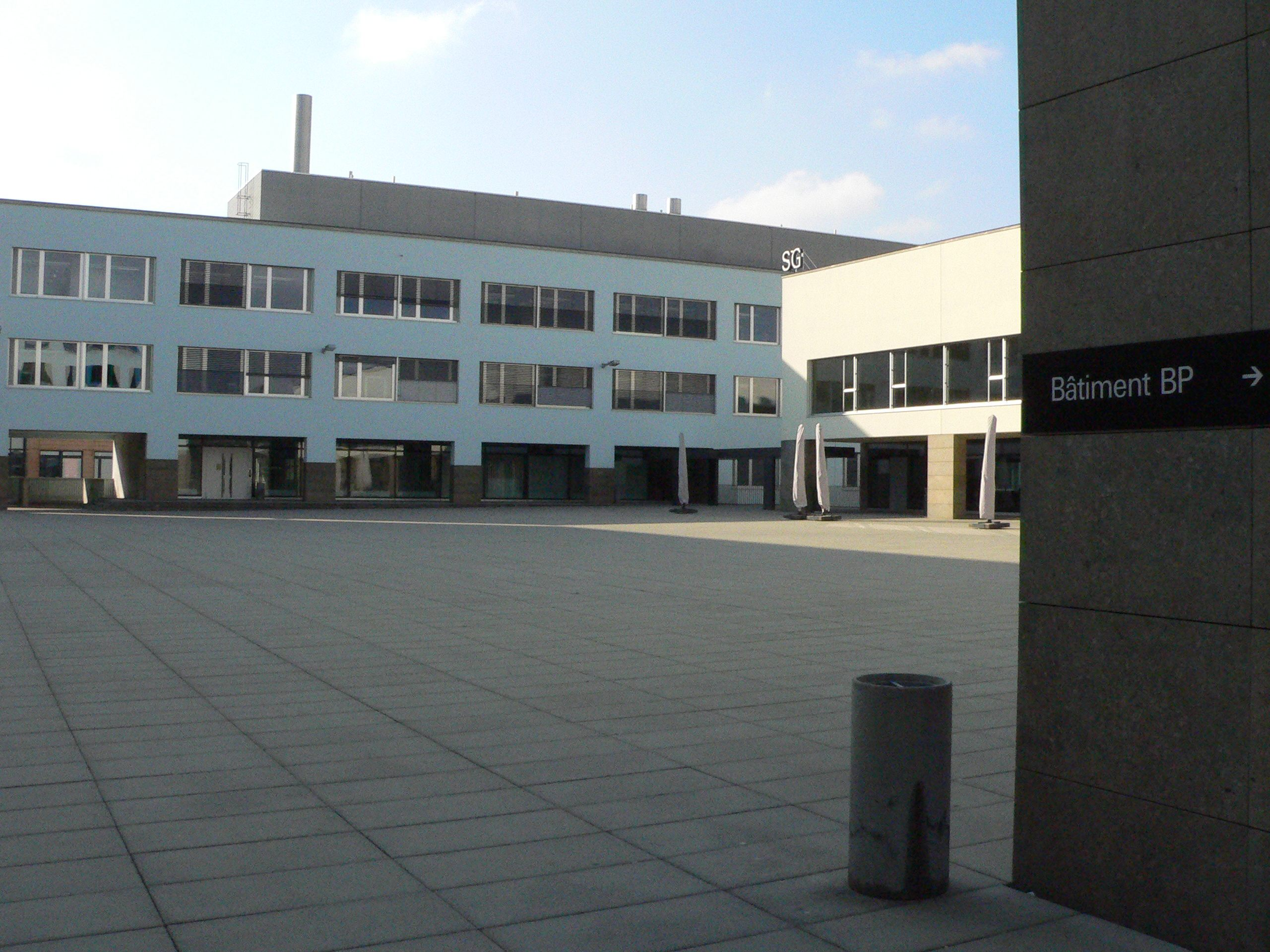
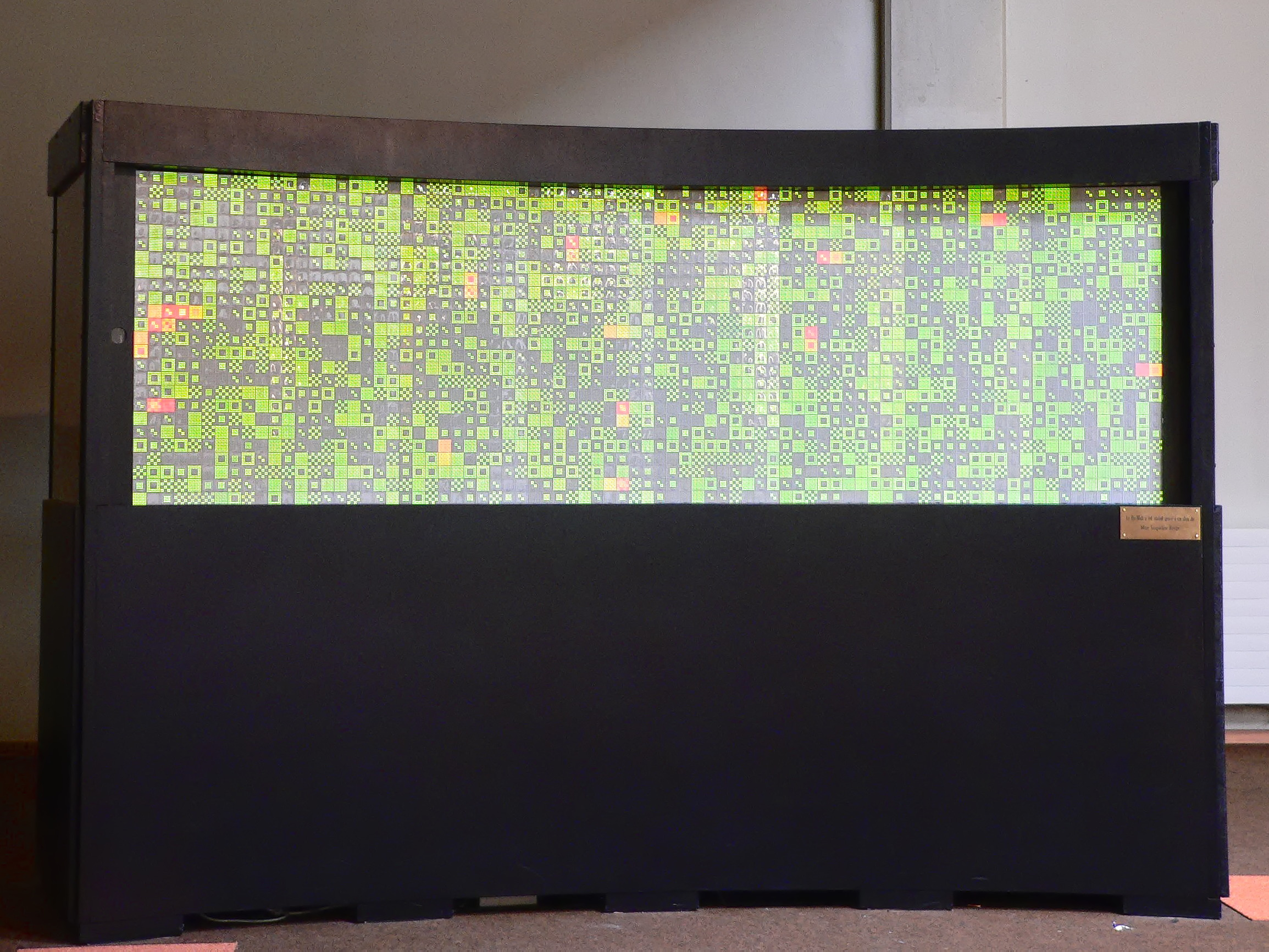
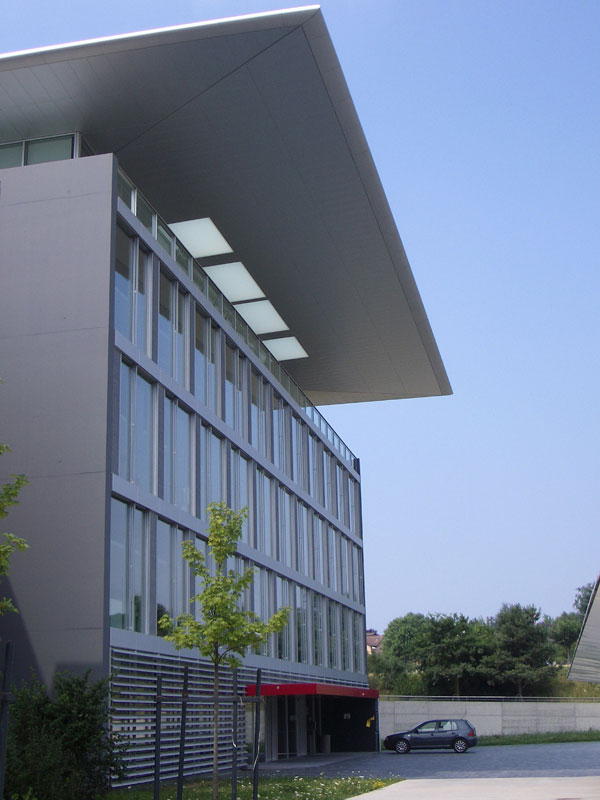
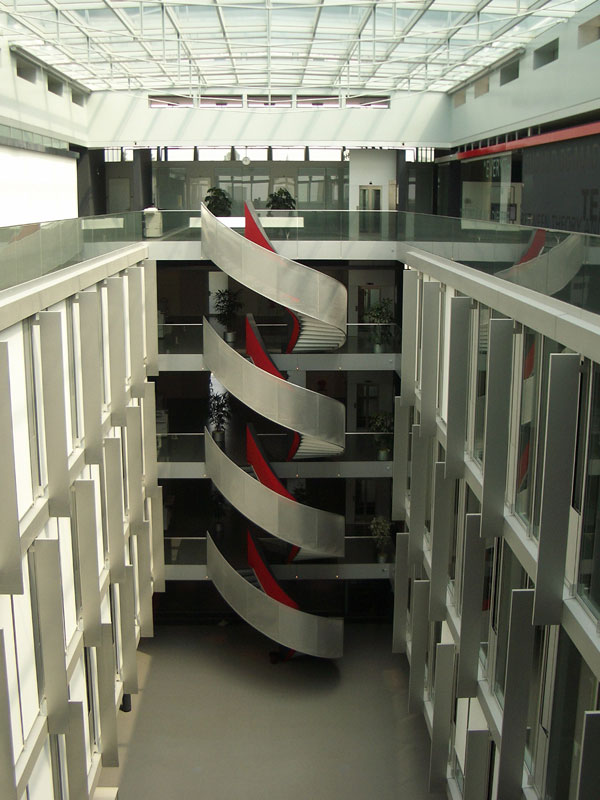
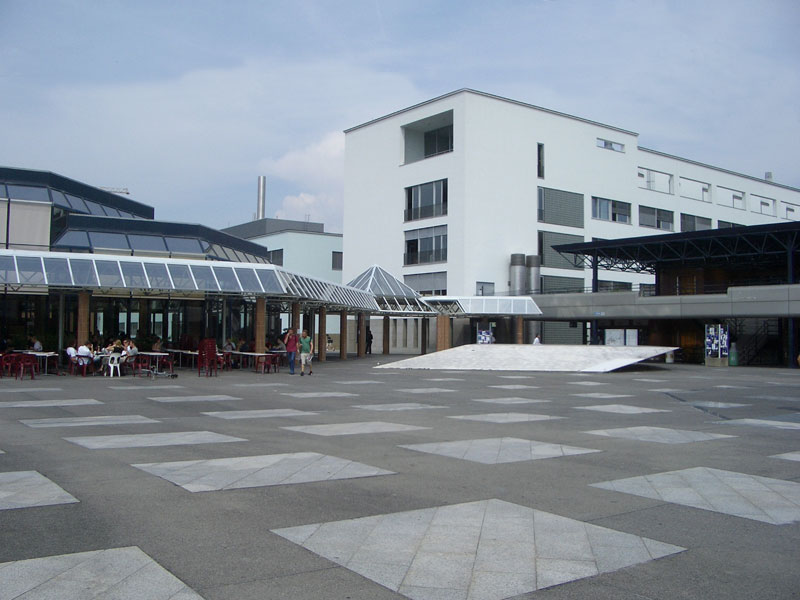